# Midnights
Midnights je deseti studijski album američke pjevačice Taylor Swift, objavljen 21. listopada 2022. preko Republic Recordsa. Najavljen na dodjeli MTV Video Music Awards 2022, album označava Swiftin prvi novi rad od albuma Evermore iz 2020. Swift je napisala i producirala Midnights s Jackom Antonoffom i opisala ga kao konceptualni album koji opisuje "putovanje kroz užase i slatke snove" i "13 neprospavanih noći" svog života.
Nakon zanemarive promocije svojih prethodnih studijskih albuma, Swift se vratila tradicionalnom izdavanju albuma s Midnightsom. Popis pjesama predstavila je kroz TikTok seriju pod nazivom Midnights Mayhem with Me od 21. rujna do 7. listopada 2022. Četvrta pjesma, "Snow on the Beach", uključuje Lanu Del Rey. Sedam bonus pjesama je iznenađujuće objavljeno tri sata nakon prvog ponoćnog izdanja, kao dio "3am Edition". Midnights je dočekan s velikim odobravanjem glazbenih kritičara, koji su pohvalili njegov koncept, suzdržanu produkciju i iskreno pisanje pjesama.
Swift je usvojila glamuroznu estetiku za Midnights koja je proizašla iz mode 1970-ih. Trailer koji predstavlja nekoliko vizualnih elemenata za album objavljen je 20. listopada. Glazbeni video za prvi singl, "Anti-Hero", premijerno je prikazan 21. listopada 2022.

## Pozadina i promocija
Nakon spora oko prodaje vlasništa nad svojih prvih šest studijskih albuma, američka kantautorica Taylor Swift najavila je planove za ponovno snimanje prijašnjih albuma. Objavila je prve dvije presnimke, Fearless (Taylor's Version) i Red (Taylor's Version), 2021. Mainstream mediji su očekivali da će sljedeće objaviti treći ponovno snimljeni album.
Swift je dobila pet nominacija za kratki film na MTV Video Music Awards 28. kolovoza 2022., osvojivši tri od njih. U svom govoru za dodjelu nagrade za video godine, najavila je "potpuno novi" studijski album koji bi trebao biti objavljen 21. listopada 2022. Ubrzo nakon otkrića, Swiftina službena web stranica ažurirana je satom za odbrojavanje i izrazom koji glasi "Nađimo se u ponoć". Njezini profili na društvenim mrežama također su ažurirani tom frazom, a platna (pozadine) nekih Swiftinih pjesama na Spotifyu promijenjena su u vizual koji prikazuje isti sat koji broji do ponoći. Te ponoći, Swift je otkrila naziv svog desetog studijskog albuma, Midnights, zajedno s pisanom premisom i objavila naslovnicu na svojoj web stranici i na svojim profilima na društvenim mrežama. Album je opisala kao "priče o 13 neprospavanih noći razasutih kroz moj život". Album je također bio dostupan za spremanje i prednarudžbu na njezinoj web stranici. U rujnu su dostupne i tri ograničene varijante vinilnog LP-ja u boji, s različitim naslovnicama, te Target-exclusive izdanje s tri bonus pjesme.

## Naslovnica albuma
Standardna naslovnica albuma Midnights je minimalistička. Inspirirana je staromodnim LP jaknama čije su pjesme bile navedene na naslovnici; međutim, pjesme su trenutno naslovljene s imenima rezerviranih mjesta "Track One," "Track Two" i tako dalje do 13. Fotografija Swift prikazana na umjetničkom djelu prikazuje je u plavom sjenilu, crnoj olovci za oči i njezinim prepoznatljivim crvenim usnama, promatrajući svjetlucavi upaljač koji drži blizu njezina lica. Naslov albuma i popis pjesama su u plavom gradijentu. Vinilno izdanje omota, koje je Swift objavila na svojim društvenim mrežama, dijeli popis pjesama na A-stranu i B-stranu, što ukazuje na dvostrani LP.

## Glazba i tekstovi
Standardno izdanje albuma sastoji se od trinaest pjesama. Deluxe CD dodaje tri bonus pjesme, od kojih su dvije remiksi, dok Midnights (3am Edition), dostupan samo na platformama za streaming i digitalno preuzimanje, dodaje sedam drugih bonus pjesama. Šest pjesama s albuma označeno je kao eksplicitno. Lana Del Rey daje gostujući vokal na četvrtoj pjesmi, "Snow on the Beach".

### Kompozicija
Midnights je opisan kao album iz snova, synth-pop, dream-pop, elektropop, i chill-out glazbeni album, s teškim R&B, elektronikom i ambijentalnim elementima. Odlazeći od indie i alternativnog folk zvuka Folklorea i Evermorea, Swift je nastojala stvoriti eksperimentalni pop album, proširujući svoj alternativni pristup synth pop zvukovima. "Maksimalistički minimalizam" je zvučni potpis Midnightsa, koji uključuje suptilne melodije, naglašene ritmove, vintage sintisajzere, bubanj, Reese bas, Mellotron, downbeatove i tihe harmonije. Swiftin vokal zadržava country zvuk, ali s ritmičnom i konverzacijskom kadencom. Vokali su ponekad elektronički manipulirani, što rezultira androginim i "štucavim" vokalnim efektima. Utjecaji hip hopa i repanja prisutni su iu Swiftovom vokalnom izvođenju, u skladu s unutarnjim rimama teksta. U opisu cjelokupnog zvuka, Paste je rekao da se Midnights "prilično lako kreće između diskoteke i bulevara obasjanog mjesečinom", The Guardian ga je opisao kao "ćudljiv, sofisticiran filtar na pop", a Beats Per Minute ga je smatrao Swiftov pohod na alternativni R&B.

### Tema
Midnights je konceptualni album, o "agonijama poslije sata" i razmišljanjima. Ponoć je stalan lirski motiv u Swiftinoj glazbi, koji je korišten u različitim kontekstima i gledištima na njezinim prethodnim albumima. A.V. Klub je rekao da Midnights proširuje umjetnički motiv "u puni album". Album označava Swiftin povratak uglavnom autobiografskoj lirici, nakon istraživanja fiktivnih priča i likova u Folkloreu i Evermoreu. The New Yorker je izjavio da je Midnights kolaž različitih emocija tijekom "spontanog, nemirnog prostora noćne misli". Glavne teme su samouvjerenost, samokritičnost, nesigurnost, tjeskoba, slika u javnosti, neispavanost i feminizam, s karakterističnim ispovjednim, ali "kriptičnim" tonom.
Nekoliko kritičara smatra Midnights Swiftovim najiskrenijim, najsamouvjerenijim i najiskrenijim tekstom dosad. Neki ga drugi smatraju konsolidirajućim djelom njezine karijere, kao što je ono što sadrži "dijelove iz svih Swiftovih razdoblja".

## Utjecaj u medijima
Billboard je Swiftinu neočekivanu najavu albuma na nazvao trenutkom koji "hvata naslove". Bruce Gillmer, producent dodjele nagrada, govorio je za časopis o njihovom porastu gledanosti i kako je Midnights dao "veliki porast" gledanosti na MTV kanalu. Swiftina službena web stranica također se srušila zbog velikog prometa nakon njezinih prvih objava na društvenim mrežama o albumu. Naslovnica albuma postala je internetski trend, koji su oponašali i parodiraju korisnici društvenih medija, uključujući službene račune brendova, organizacija i slavnih osoba.

## Popis Pjesama[41]
| Midnights – Standardno izdanje | Midnights – Standardno izdanje         | Midnights – Standardno izdanje                                                            | Midnights – Standardno izdanje                     | Midnights – Standardno izdanje | Midnights – Standardno izdanje | Midnights – Standardno izdanje | Midnights – Standardno izdanje | Midnights – Standardno izdanje | Midnights – Standardno izdanje |
| Br.                            | Skladba                                | Tekstopisac                                                                               | Producenti                                         | Trajanje                       |                                |                                |                                |                                |                                |
| ------------------------------ | -------------------------------------- | ----------------------------------------------------------------------------------------- | -------------------------------------------------- | ------------------------------ | ------------------------------ | ------------------------------ | ------------------------------ | ------------------------------ | ------------------------------ |
| 1.                             | »Lavender Haze«                        | Taylor Swift • Jack Antonoff • Zoë Kravitz • Mark Anthony Spears • Jahaan Sweet • Sam Dew | Swift • Antonoff • Sounwave • Sweet • Braxton Cook | 3:22                           |                                |                                |                                |                                |                                |
| 2.                             | »Maroon«                               | Swift • Antonoff                                                                          | Swift • Antonoff                                   | 3:28                           |                                |                                |                                |                                |                                |
| 3.                             | »Anti-Hero«                            | Swift • Antonoff                                                                          | Swift • Antonoff                                   | 3:20                           |                                |                                |                                |                                |                                |
| 4.                             | »Snow on the Beach« (ft. Lana Del Rey) | Swift • Lana Del Rey • Antonoff                                                           | Swift • Antonoff                                   | 4:16                           |                                |                                |                                |                                |                                |
| 5.                             | »You're on Your Own, Kid«              | Swift • Antonoff                                                                          | Swift • Antonoff                                   | 3:14                           |                                |                                |                                |                                |                                |
| 6.                             | »Midnight Rain«                        | Swift • Antonoff                                                                          | Swift • Antonoff                                   | 2:54                           |                                |                                |                                |                                |                                |
| 7.                             | »Question...?«                         | Swift • Antonoff                                                                          | Swift • Antonoff                                   | 3:30                           |                                |                                |                                |                                |                                |
| 8.                             | »Vigilante Shit«                       | Swift                                                                                     | Swift • Antonoff                                   | 2:44                           |                                |                                |                                |                                |                                |
| 9.                             | »Bejeweled«                            | Swift • Antonoff                                                                          | Swift • Antonoff                                   | 3:14                           |                                |                                |                                |                                |                                |
| 10.                            | »Labyrinth«                            | Swift • Antonoff                                                                          | Swift • Antonoff                                   | 4:07                           |                                |                                |                                |                                |                                |
| 11.                            | »Karma«                                | Swift • Antonoff • Spears • Sweet • Keanu Torrres                                         | Swift • Antonoff • Sounwave • Sweet • Keanu Beats  | 3:24                           |                                |                                |                                |                                |                                |
| 12.                            | »Sweet Nothing«                        | Swift • William Bowery                                                                    | Swift • Antonoff                                   | 3:08                           |                                |                                |                                |                                |                                |
| 13.                            | »Mastermind«                           | Swift • Antonoff                                                                          | Swift • Antonoff                                   | 3:11                           |                                |                                |                                |                                |                                |
| 44:02                          |                                        |                                                                                           |                                                    |                                |                                |                                |                                |                                |                                |

| Midnights – Lavender Edition | Midnights – Lavender Edition              | Midnights – Lavender Edition | Midnights – Lavender Edition | Midnights – Lavender Edition | Midnights – Lavender Edition | Midnights – Lavender Edition | Midnights – Lavender Edition | Midnights – Lavender Edition | Midnights – Lavender Edition |
| Br.                          | Skladba                                   | Tekstopisac                  | Producenti                   | Trajanje                     |                              |                              |                              |                              |                              |
| ---------------------------- | ----------------------------------------- | ---------------------------- | ---------------------------- | ---------------------------- | ---------------------------- | ---------------------------- | ---------------------------- | ---------------------------- | ---------------------------- |
| 14.                          | »Hits Different«                          | Swift • Antonoff • Dessner   | Swift • Antonoff • Dessner   | 3:54                         |                              |                              |                              |                              |                              |
| 15.                          | »You're on Your Own, Kid (Strings Remix)« | Swift • Antonoff             | Swift • Antonoff             | 3:20                         |                              |                              |                              |                              |                              |
| 16.                          | »Sweet Nothing (Piano Remix)«             | Swift • Antonoff             | Swift • Antonoff             | 3:28                         |                              |                              |                              |                              |                              |
| 54:50                        |                                           |                              |                              |                              |                              |                              |                              |                              |                              |

| Midnights – 3am Edition | Midnights – 3am Edition         | Midnights – 3am Edition             | Midnights – 3am Edition     | Midnights – 3am Edition | Midnights – 3am Edition | Midnights – 3am Edition | Midnights – 3am Edition | Midnights – 3am Edition | Midnights – 3am Edition |
| Br.                     | Skladba                         | Tekstopisac                         | Producenti                  | Trajanje                |                         |                         |                         |                         |                         |
| ----------------------- | ------------------------------- | ----------------------------------- | --------------------------- | ----------------------- | ----------------------- | ----------------------- | ----------------------- | ----------------------- | ----------------------- |
| 14.                     | »The Great War«                 | Swift • Dessner                     | Swift • Dessner             | 4:00                    |                         |                         |                         |                         |                         |
| 15.                     | »Bigger than the Whole Sky«     | Swift • Antonoff                    |                             | 3:38                    |                         |                         |                         |                         |                         |
| 16.                     | »Paris«                         | Swift • Antonoff                    |                             | 3:16                    |                         |                         |                         |                         |                         |
| 17.                     | »High Infidelity«               | Swift • Dessner                     | Swift • Dessner             | 3:51                    |                         |                         |                         |                         |                         |
| 18.                     | »Glitch«                        | Swift • Antonoff • Spears • Sam Dew | Swift • Antonoff • Sounwave | 2:28                    |                         |                         |                         |                         |                         |
| 19.                     | »Would've, Could've, Should've« | Swift • Dessner                     | Swift • Dessner             | 4:20                    |                         |                         |                         |                         |                         |
| 20.                     | »Dear Reader«                   | Swift • Antonoff                    | Swift • Antonoff            | 3:45                    |                         |                         |                         |                         |                         |
| 69:20                   |                                 |                                     |                             |                         |                         |                         |                         |                         |                         |

| Midnights – Til Dawn Edition | Midnights – Til Dawn Edition                | Midnights – Til Dawn Edition                                                  | Midnights – Til Dawn Edition                      | Midnights – Til Dawn Edition | Midnights – Til Dawn Edition | Midnights – Til Dawn Edition | Midnights – Til Dawn Edition | Midnights – Til Dawn Edition | Midnights – Til Dawn Edition |
| Br.                          | Skladba                                     | Tekstopisac                                                                   | Producenti                                        | Trajanje                     |                              |                              |                              |                              |                              |
| ---------------------------- | ------------------------------------------- | ----------------------------------------------------------------------------- | ------------------------------------------------- | ---------------------------- | ---------------------------- | ---------------------------- | ---------------------------- | ---------------------------- | ---------------------------- |
| 15.                          | »Snow on the Beach (ft. More Lana Del Rey)« | Swift • Del Rey • Antonoff                                                    | Swift • Antonoff                                  | 3:50                         |                              |                              |                              |                              |                              |
| 16.                          | »Karma (ft. Ice Spice)«                     | Swift • Antonoff • Isis Gaston • Ephrem Lopez • Spears • Sweet • Keanu Torres | Swift • Antonoff • Sounwave • Keanu Beats • Sweet | 3:22                         |                              |                              |                              |                              |                              |
| 21.                          | »Hits Different«                            | Swift • Antonoff • Dessner                                                    | Swift • Antonoff • Dessner                        | 3:54                         |                              |                              |                              |                              |                              |
| 81:26                        |                                             |                                                                               |                                                   |                              |                              |                              |                              |                              |                              |

| Midnights – Late Night Edition | Midnights – Late Night Edition              | Midnights – Late Night Edition                                                | Midnights – Late Night Edition                    | Midnights – Late Night Edition | Midnights – Late Night Edition | Midnights – Late Night Edition | Midnights – Late Night Edition | Midnights – Late Night Edition | Midnights – Late Night Edition |
| Br.                            | Skladba                                     | Tekstopisac                                                                   | Producenti                                        | Trajanje                       |                                |                                |                                |                                |                                |
| ------------------------------ | ------------------------------------------- | ----------------------------------------------------------------------------- | ------------------------------------------------- | ------------------------------ | ------------------------------ | ------------------------------ | ------------------------------ | ------------------------------ | ------------------------------ |
| 14.                            | »The Great War«                             | Swift • Dessner                                                               | Swift • Dessner                                   | 4:00                           |                                |                                |                                |                                |                                |
| 15.                            | »Bigger than the Whole Sky«                 | Swift • Antonoff                                                              |                                                   | 3:38                           |                                |                                |                                |                                |                                |
| 16.                            | »High Infidelity«                           | Swift • Dessner                                                               | Swift • Dessner                                   | 3:51                           |                                |                                |                                |                                |                                |
| 17.                            | »Would've, Could've, Should've«             | Swift • Dessner                                                               | Swift • Dessner                                   | 4:20                           |                                |                                |                                |                                |                                |
| 18.                            | »Dear Reader«                               | Swift • Antonoff                                                              | Swift • Antonoff                                  | 3:45                           |                                |                                |                                |                                |                                |
| 19.                            | »You're Losing Me (From the Vault)«         | Swift • Antonoff • Dessner                                                    | Swift • Antonoff • Dessner                        | 4:38                           |                                |                                |                                |                                |                                |
| 20.                            | »Snow on the Beach (ft. More Lana Del Rey)« | Swift • Del Rey • Antonoff                                                    | Swift • Antonoff                                  | 3:50                           |                                |                                |                                |                                |                                |
| 21.                            | »Karma (ft. Ice Spice)«                     | Swift • Antonoff • Isis Gaston • Ephrem Lopez • Spears • Sweet • Keanu Torres | Swift • Antonoff • Sounwave • Keanu Beats • Sweet | 3:22                           |                                |                                |                                |                                |                                |
| 77:06                          |                                             |                                                                               |                                                   |                                |                                |                                |                                |                                |                                |

Bilješke
- Skladbe na albumu su imale skriveni naziv "Track" te u nastavku broj pjesme na albumu do trenutka kada je Swift objavila točne nazive.[42]

## Uloge na albumu
Glazbenici
- Taylor Swift – vokal
- Jack Antonoff – udaraljke, programiranje, sintisajzer (sve pjesme); prateći vokali (1, 3–5, 7, 9, 10, 13), bubnjevi (1, 3, 4, 6, 11–13), mellotron (1, 3–5, 7), Wurlitzerove orgulje (1, 3, 8), bas (2–5, 9), električna gitara (2, 4, 5, 10, 13), klavir (2, 12), akustična gitara (3, 5, 9 )
- Sam Dew – prateći vokali (1)
- Zoë Kravitz – prateći vokali (1)
- Jahaan Sweet – synth padovi (1, 11); bas, flauta, sintisajzer (1); klavijature (11)
- Sounwave – programiranje (1, 11)
- Dominic Rivinius – mali bubanj (1), bubnjevi (8)
- Evan Smith – saksofon (2, 12, 13); klarinet, flauta, orgulje (2, 12); sintesajzer (4, 5, 7–9, 13)
- Bobby Hawk – violina (3, 4, 13)
- Dylan O'Brien – bubnjevi (4)
- Lana Del Rey – vokal (4)
- Sean Hutchinson – bubnjevi, udaraljke (5)
- Mikey Freedom Hart – klavijature (9); programiranje, sintisajzer (13)
- Keanu Beats – sintisajzer (11)
- Michael Riddleberger – bubnjevi (13)
- Zem Audu – saksofon (13)

Tehničko osoblje
- Randy Merrill – mastering
- Serban Ghenea – miksanje
- Jack Antonoff – inženjering
- Laura Sisk – inženjerstvo
- Jahaan Sweet – inženjerstvo (1, 11)
- Ken Lewis – inženjerstvo (1, 7, 8)
- Evan Smith – inženjerstvo (2, 4, 5, 7–9, 12, 13)
- Jon Gautier – inženjerstvo (3, 13)
- Dave Gross – inženjering (4)
- Sean Hutchinson – inženjerstvo (5, 7)
- David Hart – inženjerstvo (9, 13)
- Sounwave – inženjering (11)
- Keanu Beats – inženjering (11)
- Michael Riddleberger – inženjering (13)
- Zem Audu – inženjerstvo (13)
- Bryce Bordone – pomoć pri miksanju
- John Rooney – inženjerska pomoć
- Jon Sher – inženjerska pomoć
- Megan Searl – inženjerska pomoć
- Jonathan Garcia – inženjerska pomoć (1, 7, 8)
- Mark Aguilar – inženjerska pomoć (1, 11)
- Jacob Spitzer – inženjerska pomoć (4)

## Ljestvice
| Ljestvice                  | Najviša pozicija |
| -------------------------- | ---------------- |
| Argentina                  | 1                |
| Australija                 | 1                |
| Austrija                   | 1                |
| Belgija                    | 1                |
| Češka                      | 1                |
| Danska                     | 1                |
| Finska                     | 1                |
| Francuska                  | 1                |
| Hrvatska                   | 2                |
| Italija                    | 1                |
| Japan                      | 7                |
| Kanada                     | 1                |
| Litva                      | 1                |
| Mađarska                   | 4                |
| Novi Zeland                | 1                |
| Norveška                   | 1                |
| Njemačka                   | 1                |
| Poljska                    | 4                |
| Portugal                   | 4                |
| Sjedinjene Američke Države | 1                |
| Slovačka                   | 1                |
| Španjolska                 | 1                |
| Švedska                    | 1                |
| Ujedinjeno Kraljevstvo     | 1                |

## Povijest izdanja
| Regija | Datum               | Format(i)                                                  | Izdanja  | Izdavačka kuća         |
| ------ | ------------------- | ---------------------------------------------------------- | -------- | ---------------------- |
| Svijet | 21. listopada 2022. | Kazete - CD - digitalno preuzimanje - streaming - vinyl LP | Standard | Republic               |
| SAD    | 21. listopada 2022. | CD - vinyl LP                                              | Target   | Republic               |
| Brazil | 30. studenog 2022.  | CD                                                         | Standard | Universal Music Brasil |
| Brazil | 30. siječnja 2023.  | Kazete - vinyl LP                                          | Standard | Universal Music Brasil |

## Vanjske poveznice
- Taylor Swift, službene mrežne stranice